# Споменик природе Пољски брест у селу Љукинај
Споменик природе „Пољски брест у селу Љукинај“ се налази на територији општине Призрен, на Косову и Метохији. Стабло пољског бреста (Ulmus campestris L.) је заштићено 1981. године као споменик природе.

## Решење - акт о оснивању
Решење СО Призрен, секретаријат за друштвене службе, одсек за образовање, културу и физичку културу 06/2 бр. 321-150, од 14. 12. 1981. Службени лист СФРЈ, бр. 32/1978.